# Greifensee (Zurich)
Pour les articles homonymes, voir Greifensee.
Greifensee est une commune suisse du canton de Zurich.

## Géographie
La commune de Greifensee se situe au bord du lac du même nom, à 3 km à vol d’oiseau d'Uster.

## Histoire

Photo aérienne prise à 250 m par Walter Mittelholzer (1927).

Les comtes de Rapperswil érigèrent un château sur ce site au XIIe siècle. La ville de Zurich y installa un bailli en 1402.

## Économie
Une vingtaine d'entreprises artisanales et industrielles sont implantées à Greifensee. La plus importante est la fabrique de systèmes de pesage Mettler-Toledo. La ville abrite de nombreux pendulaires qui travaillent à Zurich.

## Transports
- Ligne ferroviaire CFF Zurich-Rapperswil, à 18 km de Zurich et à 26 km de Rapperswil, gare de Nänikon-Greifensee.

## Personnalités
- Johann Jakob Bodmer, écrivain.

## Monuments
- La vieille ville.
- Le château.